# Trebujena
Trebujena község Spanyolországban, Cádiz tartományban. Trebujena Jerez de la Frontera, Sanlúcar de Barrameda, Aznalcázar, La Puebla del Río és Lebrija községekkel határos. Lakosainak száma 7015 fő (2024).

## Népesség
A település népessége az utóbbi években az alábbiak szerint változott:
| Lakosok száma | 6943 | 6843 | 6911 | 6966 | 7041 | 7090 | 7056 | 7028 | 7042 | 7015 |
|               | 2001 | 2004 | 2006 | 2009 | 2011 | 2014 | 2016 | 2019 | 2021 | 2024 |